# 香花桥街道
香花桥街道，是中华人民共和国上海市青浦区下辖的一个乡镇级行政单位。面积69.45平方公里。户籍人口4.18万人（2008年）。

## 行政区划
香花桥街道下辖以下居委会及村委会：
香花桥社区、大盈社区、青山社区、金巷社区、民惠社区、民惠第二社区、都汇华庭社区、盈中村、胜利村、石西村、陈桥村、杨元村、袁家村、七汇村、郏一村、曹泾村、金星村、朝阳村、福泉山村、新姚村、天一村、向阳村、新桥村、东方村、泾阳村、燕南村、大联村、东斜村、金米村和爱星村。